# کامینگز (داکوتای شمالی)
کامینگز (به انگلیسی: Cummings) یک منطقهٔ مسکونی در ایالات متحده آمریکا است که در Traill County واقع شده‌است. کامینگز ۲۱۹ نفر جمعیت دارد.